# جون وود الأكبر
جون وود ("الأكبر")، (ولد في 1704 - توفي في 23 مايو 1754)، كان مهندس معماري إنجليزي، والذي عمل غالباً في باث.
في 1740 قام بدراسة ستونهنج والدوائر الحجرية ستانتون درو (Stanton Drew stone circles). كتب في وقت لاحق على نطاق واسع حول بلادود (Bladud) و الدرويدية الحديثة (Druidry (modern)). وبسبب بعض تصميماته ، يعتقد أنه شارك في السنوات المبكرة من الماسونية.

## روابط خارجية
- جون وود الأكبر على موقع الموسوعة البريطانية (الإنجليزية)